# Huma
Huma (chiń. 呼玛镇; pinyin Hūmǎ Zhèn) – miejscowość i gmina miejska w północno-wschodnich Chinach, w prowincji Heilongjiang, w prefekturze Da Hinggan Ling, siedziba powiatu Huma. Leży przy ujściu rzeki Huma He do Amuru. Gmina miejska liczy ok. 25 tysięcy mieszkańców. Centrum regionu eksploatacji lasów i wydobycia złota; ośrodek przemysłu drzewnego.